# Batalla de Ombú
La Batalla de Ombú fue un enfrentamiento ocurrido el 15 de febrero de 1827 entre las tropas del Ejército Argentino y las del Imperio del Brasil ―en el marco de la guerra rioplatense-brasileña por el control de la Banda Oriental, en manos brasileñas desde 1824. Tres días después de la batalla de Bacacay, el general Lucio Norberto Mansilla atacó con 350 hombres a caballo y 1800 efectivos de infantería a la caballería de Bento Manuel Ribeiro, que contaba con 347 jinetes.
El terreno escabroso destruyó los caballos de las fuerzas argentinas, de modo que el jefe enemigo rechazó el ataque en primera instancia. Finalmente se lanzó nuevamente el ataque y tras una larga lucha, en la cual se destacó también el coronel José Valentín de Olavarría, los brasileños fueron vencidos.
A Mansilla el éxito le valió la condecoración del gobierno federal, y la designación de jefe del Estado Mayor de Carlos María de Alvear, comandante de las fuerzas argentinas.
El Barón de Río Branco describió lo que pasó de la siguiente manera:

Acciones de Sanga Funda y Passo del Umbu (en uno de sus informes, el argentino General Alvear convierte estos choques en una gran lucha y la victoria de su caballería). El Marqués de Barbacena había puesto el Coronel Bento Manuel Ribeiro, con 858 milicias de caballería, para observar de cerca los movimientos del Ejército Argentino. En la mañana de este día, el había escrito a Barbacena (carta de los campos de la localidad de Pau Amarillo): "El enemigo de carretame bajó hoy por el campo de la Cruz (es el campo de batalla Caaibaté, ver 10 de febrero) entre el chapado Cocodrilo y Cacequi: es cierto retiro por San Simón Hoy me voy a quedar en Ibicuí en el Paso Umbu, para mis Cavalhadas de forma segura, y hacer la guerrilla, hasta que pasen la etapa del fondo de Loreto de fondo, y lo haré, saliendo adelante" [...] Los brasileños corrieron para el terreno de Passo de Umbu, cuando apareció el general Lucio Mancilla, el jefe de una división de caballería de 1.190 hombres. Bento Manuel se apresuró a la marcha, con órdenes al Major Gabriel Gomes Lisboa para cubrir su movimiento con tres escuadrones y atacar a la vanguardia enemiga, si encontraba oportunidad. En el lugar llamado Sanga Funda, el Major Gomes Lisboa atacó, destruyendo por completo esta vanguardia, y fue reunido a su jefe, que había tomado posiciones en la margen derecha de la cancha Umbu (Ibicuí). Mancilla intentó cruzar el río, pero fue rechazado por nuestros tiradores, retirándose después de un tiroteo. En los enfrentamientos y escaramuzas en este día tuvimos 10 muertos (alférez) y 11 heridos. El informe dice que el argentino Mancilla General había 10 muertos y 12 heridos. El nombre de esta supuesta victoria se le dio a una de las calles de la ciudad de Buenos Aires (Calle de Ombú).

## La batalla de Ombú
Dos días después de la sableada que había aplicado Lavalle a las fuerzas brasileñas comandadas por el general Bento Manuel Ribeiro, ante la persistencia del jefe paulista, el general Alvear encomendó al General Lucio Norberto Mansilla darle el escarmiento necesario. El encuentro se produjo en el arroyo Ombú. Mansilla contaba con 800 hombres de caballería, en tanto que el general Ribeiro conducía 1200 soldados. Tras una desordenada carga patriota que facilitó a la caballería enemiga formar un gran semicírculo que puso en peligro el ataque argentino, la rápida reacción del ayudante del General Mansilla, don Segundo Roca, al quitarle el clarín al trompa de órdenes el cual estaba dispuesto a tocar retirada, permitió que un Escuadrón del Regimiento 16 de Caballería, a órdenes del coronel Olavarría, efectuara una carga con tal ímpetu que frenó la acción brasileña. Esto permitió rehacer la carga propia y provocó la detención del empuje brasileño. El ataque enemigo pronto se transformó en retirada y luego en desordenada fuga.

### El silencio de un corneta y la valentía de Olavarría hacen el día
Luego de la Batalla de Bacacay Alvear dispuso escarmentar a las tropas brasileñas por segunda vez.
La tarea fue encomendada al general Lucio Mansilla y dos días después de producido el combate de Bacacay se toparon argentinos y brasileños en el arroyo Ombú. Mansilla contaba con 800 hombres, todos de caballería: 100 del Regimiento 1.º (comandante José María Cortina), 100 del Regimiento n.º 2 (capitanes Albarracín y Martín), 300 del Regimiento n.º 8 (coronel Zufriategui), 200 del Regimiento nº16 (coronel Olavarría) y el Escuadrón de Coraceros (teniente coronel Medina). El coronel Ribeiro conducía a 1200 soldados.
Antes de relatar el combate debe efectuarse una precisión: Mansilla había ascendido -como Alvear- sin atender a la escala orgánica y merced en gran parte a la política. No había comandado en batalla a numerosos efectivos. En efecto, tras su paso por el Ejército de los Andes, con el grado de mayor se incorporó al ejército entrerriano de Ramírez luego de la Batalla de Cepeda (1820), al frente de cuya infantería contribuyó a derrotar a Artigas. Abandonando a su jefe, ya teniente coronel, se apoderó del gobierno de Entre Ríos, desbaratando los intentos del general López Jordán por mantener la República Entrerriana. Fue entonces ascendido a coronel. Y en vísperas de abrirse la campaña contra el Imperio de Brasil, tras desempeñar una diputación en el Congreso Nacional, recibió entorchados de general. Por eso, Alvear -olvidado de su propia trayectoria- lo calificaba de "general de bochinche". Veamos ahora los testimonios de un par de actores en el combate de Ombú.
El capitán Domingo Arrieta en sus Memorias recordaba lo que sucedió cuando se avistó a los imperiales ocupando unas pequeñas alturas, al salir el sol el día 15:
Nuestro general Mansilla, desde el momento que los vio, mandó la nunca bien ponderada maniobra de formar toda la división en una sola columna por escuadrones y marchar desde la gran distancia en que aún nos hallábamos del enemigo, al aire de galope, en un terreno que por lo pedregoso, desigual y lleno de arbustos, hubiera sido muy dificultoso hacerlo al paso. Este violento orden de marcha hizo que se perdiese todo orden de formación. Desbandados nuestros escuadrones, tanto por el cansancio de nuestros caballos como por la pendiente del terreno, más parecía una división en completa derrota que tropa que iba a batirse con el enemigo.

Regimiento de caballería nº16 "Lanceros de Olavarría"
Fue creado por decreto de 4 de agosto de 1826 designándose para su mando y organización al Coronel José Olavarria. El vistoso uniforme agregado, pertenece a su jefe, aunque se cree que, a pesar del decreto del 5 de julio de 1826, sus soldados lo usaron, según algunas referencias. Este regimiento hizo toda la campaña del Brasil con brillante actuación, disolviéndose a su regreso. Fuente: Uniformes de la Patria del Comando en Jefe del Ejército – Círculo Militar.
Con todo, los brasileños, ante la fogosa carga que se les iba encima, se replegaron a un llano en la retaguardia y formaron su línea sobre la margen izquierda del arroyo Ombú. Cuando llegaron allí los jinetes argentinos lo hicieron -según Arrieta- "en estado de no haber un solo caballo que pudiese galopar".
El general Mansilla ordenó al coronel Juan Zufriategui que atacara la línea enemiga con su Regimiento (compuesto en gran parte por antiguos Dragones de Rivera). Lo que sigue integra los Recuerdos del entonces teniente José María Todd:
Salió el n.º 8 en son de carga, y en el acto se desprendió otro regimiento enemigo que cargó con decisión, pero con mal instinto, pues a una cuadra dio la voz de carga. Nuestro regimiento, en vez de aprovechar esa chambonada que había desorganizado la línea enemiga, echó a correr con toda ignominia. Felizmente tomó en su disparada una línea diagonal que descubrió el frente de los vencedores.
Aprovechando la oportunidad, Bento Manoel rodeó con su caballería a los cuerpos argentinos y se dispuso a concluirlos. Prosigue relatando el capitán Arrieta:
Aprovechándose los brasileños de la gran superioridad que sobre nosotros le daba el descanso en que estaban sus caballadas, maniobraron como quisieron, y formando una especie de círculo nos encerraron dentro de él, sin ser bastante a impedirlo la desesperada oposición que hicimos. ¡Ya no había remedio: todos éramos perdidos!
El general Mansilla se dispuso a abandonar la lucha. Pero en ese instante se produjo un hecho que resultó trascendental, según reveló en 1857 el después general Jerónimo Espejo, a la sazón integrante del Estado Mayor de Alvear:
En este combate, envueltos nuestros escuadrones casi en derrota, cuando el corneta del General iba a tocar la señal de retirada, Roca [su ayudante don Segundo] le quitó el clarín de la boca, y esta acción atrevida dio lugar a que un escuadrón nuestro diese otra carga al enemigo.
El coronel Olavarría, del 16, jefe valiente y práctico en las ocasiones de choques parciales, mediante una serie de combates en que se había encontrado y siempre distinguido en la guerra de la Independencia, restableció el orden y obtuvo un triunfo sobre el adversario.
De ahí en adelante se modificó la situación, aunque indica Todd "que estábamos admirados de encontrar una resistencia a la que no estábamos acostumbrados: debo confesar que los brasileños pelearon como bravos". Por fin los paulistas emprendieron su retirada al galope, perseguidos ahora por los argentinos, "causándoles el daño que no supieron hacernos", comenta Arrieta. En su fase final, la caballería riograndense convirtió su carrera en una auténtica fuga. Un último detalle ofrece Todd:
El paso preciso del arroyo que debían vadear era bastante ancho, pero como se habían aglomerado todos en completo desorden, se estorbaban unos a otros y pudimos llegar a tiempo y causarles una gran mortandad. Allí por primera vez se vio el gran efecto que producían las lanzas, arma muy mal recibida por nuestros soldados, especialmente por los salteños que se creían degradados por ella, pues solo la usaron los gauchos en la guerra de la Independencia a falta de otra arma; pero en esta pelea y recorriendo los muertos enemigos, casi todos estaban heridos de lanza: adquirió fama esta arma.
Los brasileros tuvieron 173 muertos y 46 heridos. Las bajas argentinas fueron de 54 muertos y 31 heridos, y el coronel Zufriategui sufrió grave descrédito, recogido en los testimonios de Paz, Iriarte y Todd.
En cuanto a Bento Manuel Ribeiro, fue alejado de las operaciones tras sus dos contrastes sucesivos, perdiendo contacto con los argentinos hasta el día de la batalla de Ituzaingó (en la cual no participó), causando su conducta una impresión desagradable entre sus camaradas.